# Cappello (araldica)
Il Cappello, specialmente in araldica ecclesiastica, è un ornamento esterno che sormonta lo stemma di un ecclesiastico.

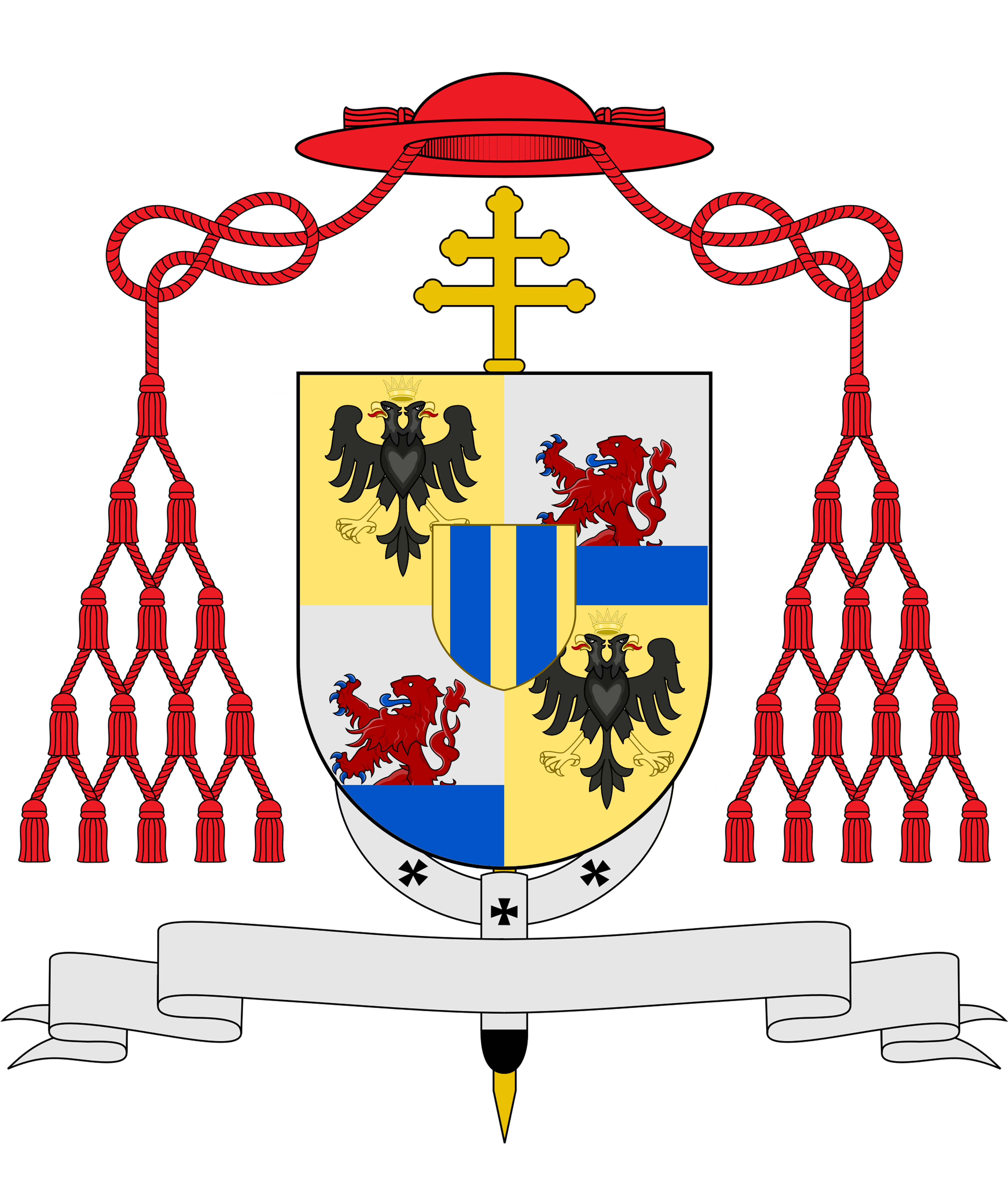
Stemma del cardinale Silvio Valenti Gonzaga

Per le dignità ecclesiastiche si distinguono due tipi di cappelli:
- La Tiara, ad uso esclusivo del pontefice. Consiste di una triplice corona a cupola.

- Il Galero, per tutti gli altri ecclesiastici. Consiste di un cappello a falda larga con due cordoni che scendono ai lati dello scudo e si aprono in una serie di nappe. Il colore e il numero delle nappe identificano l'ordine gerarchico di appartenenza della dignità.

Il rosso è cardinalizio, il verde patriarcale, arcivescovile e vescovile, il nero è presbiterale, paonazzo per i monsignori.
La disposizione delle nappe segue una distribuzione crescente per fila, dall'alto verso il basso (una nappa nella prima fila, due nella seconda, tre nella terza, ecc...), come di seguito:
- Cardinale: 15 nappe - 1, 2, 3, 4, 5

- Patriarca o Primate: 15 nappe - 1, 2, 3, 4, 5
- Arcivescovo: 10 nappe - 1, 2, 3, 4
- Vescovo, Abate mitrato o Prelato Nullius: 6 nappe - 1, 2, 3

- Prelato di fiocchetto: galero paonazzo con 10 nappe rosse - 1, 2, 3, 4
- Protonotario apostolico: galero paonazzo con 6 nappe rosse - 1, 2, 3
- Prelato d'onore di Sua Santità o Cappellano Conventuale del S.M.O.M.: galero paonazzo con 6 nappe - 1, 2, 3

- Cappellano di Sua Santità: galero nero con 6 nappe paonazze - 1, 2, 3

- Vicario generale, Vicario episcopale, Prevosto mitrato, Abate, Superiore Maggiore di Ordine Religioso o Protonotario apostolico onorario: 6 nappe - 1, 2, 3
- Canonico: 3 nappe - 1, 2
- Arciprete, Decano, Prevosto, Prelato minore o Superiore di ordine religioso: 2 nappe - 1, 1
- Presbitero: 1 nappa - 1